# Коч, Мехмет Омер
Мехмет Омер Коч (тур. Mehmet Ömer Koç; род. 24 марта 1962 года) ― турецкий бизнесмен, коллекционер произведений искусства и председатель правления Koç Holding. В 2013 году Forbes поместил его на 1268 место в списке самых богатых людей в мире с чистым капиталом в 1,1 миллиарда долларов. 

## Биография
Мехмет Коч родился 24 марта 1962 года в Анкаре, Турция. Он принадлежит к третьему поколению семьи Коч: он второй сын Рахми Коча и внук Вехби Коча, основателя Коч Холдинг.
Он окончил Роберт-колледж в Стамбуле, учился в Джорджтаунском университете, а затем в 1985 году окончил Колумбийский колледж со степенью бакалавра по древнегреческому языку. Он получил степень магистра делового администрирования в Колумбийской школе бизнеса в 1989 году.
Коч начал свою деловую карьеру, работая в торговой компании Kofisa в Женеве, Швейцария. Он присоединился к семейному бизнесу в 1992 году в качестве финансового координатора и занимал должность вице-президента и президента Energy Group. Он стал членом Совета директоров в 2004 году и заместителем председателя в 2008 году.
Вскоре после того, как его брат Мустафа Вехби Коч скончался после сердечного приступа в 2016 году, Коч был избран председателем Коч Холдинг, крупнейшей турецкой компании, в 2016 году. Продукция компании составляет почти 10 процентов от общего ВВП Турции и является единственной турецкой компанией в списке Fortune 500.
Коч также является председателем Tüpraş, крупнейшей нефтеперерабатывающей и промышленной компании в стране. Он также является председателем попечительского совета Университета Коч, который часто включается в число лучших университетов Турции.
Не так много известно о личной жизни Коча, поскольку он избегает публичности и общения со СМИ. Он живет в Лондоне и известен своей любовью к современному и классическому искусству. Он является спонсором Стамбульской биеннале и павильона Турции на Венецианской биеннале. Он основал некоммерческое арт-пространство Arter в 2010 году. За спонсорство турецкой сцены современного искусства ArtReview включил его в список «100 самых влиятельных людей 2016 года в мире современного искусства».
Он также испытывает интерес к османскому искусству и владеет большой коллекцией изникской керамики. Сообщается, что он обладает большой частной коллекцией предметов и книг об истории Османской империи в мире.